# Шеста дивизионна област
Шеста дивизионна област е военна област на 6-а пехотна бдинска дивизия, формирана през 1903 година.

## История
Шеста дивизионна област е формирана с Указ № 89 от 1903 година. В състава на областта влизат административните околии Видинска, Кулска, Белоградчишка, Ломска, Фердинандска, Врачанска, Оряховска, Белослатинска и полковите окръжия на 3-ти пехотен бдински полк, 15-и пехотен ломски полк, 35-и пехотен врачанкси полк и 36-и пехотен козлодуйски полк. Съгласно указ № 148 от 27 декември 1906 влиза в подчинение на новоформираната 1-ва военноинспекционна област. През 1910 година областта формира 6-о областно интендантство, което през 1944 година мобилизира 6-и резервен интендантски склад.

## Наименования
През годините областта носи различни имена според претърпените реорганизации:
- Шеста бдинска дивизионна област (1903 – 1921)
- Шеста бдинска полкова област (1921 – 1929)
- Шеста полкова област (1929 – 1938)
- Шеста дивизионна област (1938 – 1953)

## Началници
Званията са към датата на заемане на длъжността.
| № | звание        | име            | дати                 |
| - | ------------- | -------------- | -------------------- |
|   | Генерал-майор | Кръстю Маринов | Балкански войни      |
|   | Полковник     | Никола Крунев  | Първа световна война |